# Талог
Талог представља чврсту супстанцу која се издваја из неког раствора. При писању хемијских реакција издвајање талога се обично обележава стрелицом (↓), на пример:
Супстанца ће се таложити из раствора када тај раствор постане пресићен или када производ концентрације њених јона буде већи од производа растворљивости. Појава талога је од изузетног значаја за аналитичку хемију, где идентификација и одвајање различитих супстанци зависи у великој мери од њиховог односа растворљивости или таложења. 

## Примери
Одвајање метала у оквиру различитих аналитичких група заснива се на различитој растворљивости њихових сулфида под различитим условима. Бакар, кадмијум и бизмут, односно њихови јони припадају такозваним сулфобазама и таложе се као сулфиди у киселом раствору, док се катјони треће аналитичке групе, где припадају и јони цинка и мангана таложе само у алкалном раствору. У засићеном раствору водоник-сулфида постоји извесна концентрација јона чији се однос може приказати изразом:
{\displaystyle k={\frac {[H^{+}]^{2}[S^{2-}]}{[H_{2}S]}}}
Стварне концентрације су мале, јер је водоник-сулфид у раствору само мало дисосован. Уколико се у раствор дода хлороводонична киселина, која је иначе јако дисосована, повећава се концентрација водоничних јонова, па да би се одржала равнотежа, сузбија се дисоцијација водоник-сулфида, односно мора се смањити концентрација сулфидних јона. Због тога када се у водени раствор куприсулфида чији је производ растворљивости 1 x 10— 44 (што је мање од концентрације сулфидних јона у засићеном раствору водоник-сулфида у присуству хлороводничне киселине) додају наведене киселине, куприсулфид ће се таложити. Обрнут случај ће бити са манганосулфидом који има већи производ растворљивости, па се он неће таложити.

## Дигестија
Под старењем раствора подразумевају се све иреверзибилне структурне промене у талогу од његовог настајања. У контакту са матичницом долази до промена које доводе до веће стабилности талога услед веће величине честица и смањене специфичне површине. Уколико талог стари уз повишење температуре, реч је о дигестији.